# スラッシュマツ
スラッシュマツ（スラッシュ松、学名: Pinus elliottii）とは、マツ科マツ属の常緑高木。カリビアマツとも呼ばれる。

## 特徴
サウスカロライナ州、フロリダ州及びキューバといった北米大陸東海岸南部を中心に分布する。雌雄同株。
樹高は30メートルほどまで成長する。日本に自生するアカマツやクロマツといったマツのように屈曲せず、まっすぐに伸長する。成長速度は早い。
球果は10センチメートルほどの円錐形で先が細くなる。また、テーダマツの球果と同様に刺がある。葉は三出葉で15センチメートルほど。
テーダマツやリギダマツのように、マツ材線虫病に抵抗性を持つ。

## 分布・生育地
北アメリカ東南部原産。

## ギャラリー

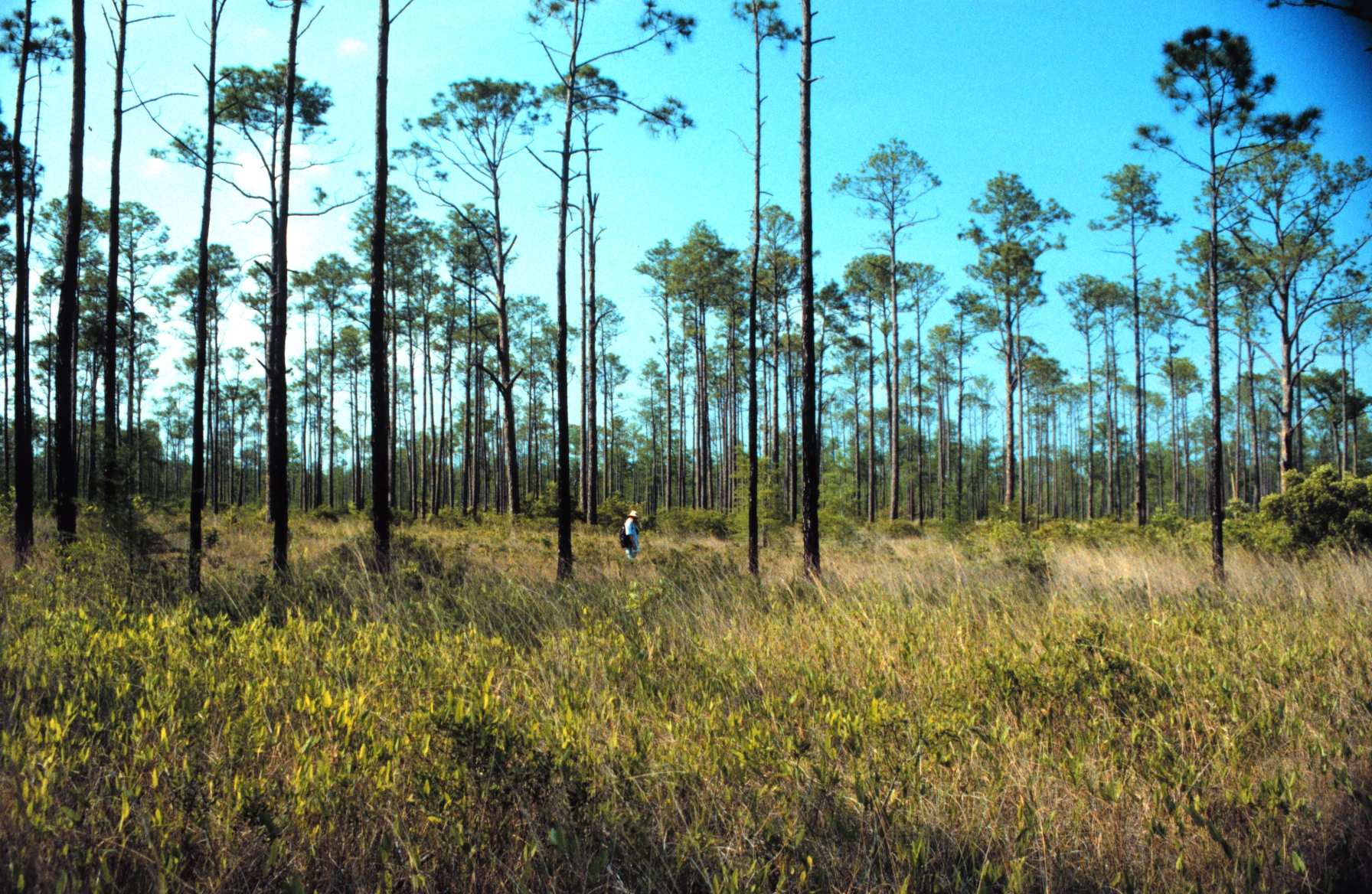
群生するスラッシュマツ
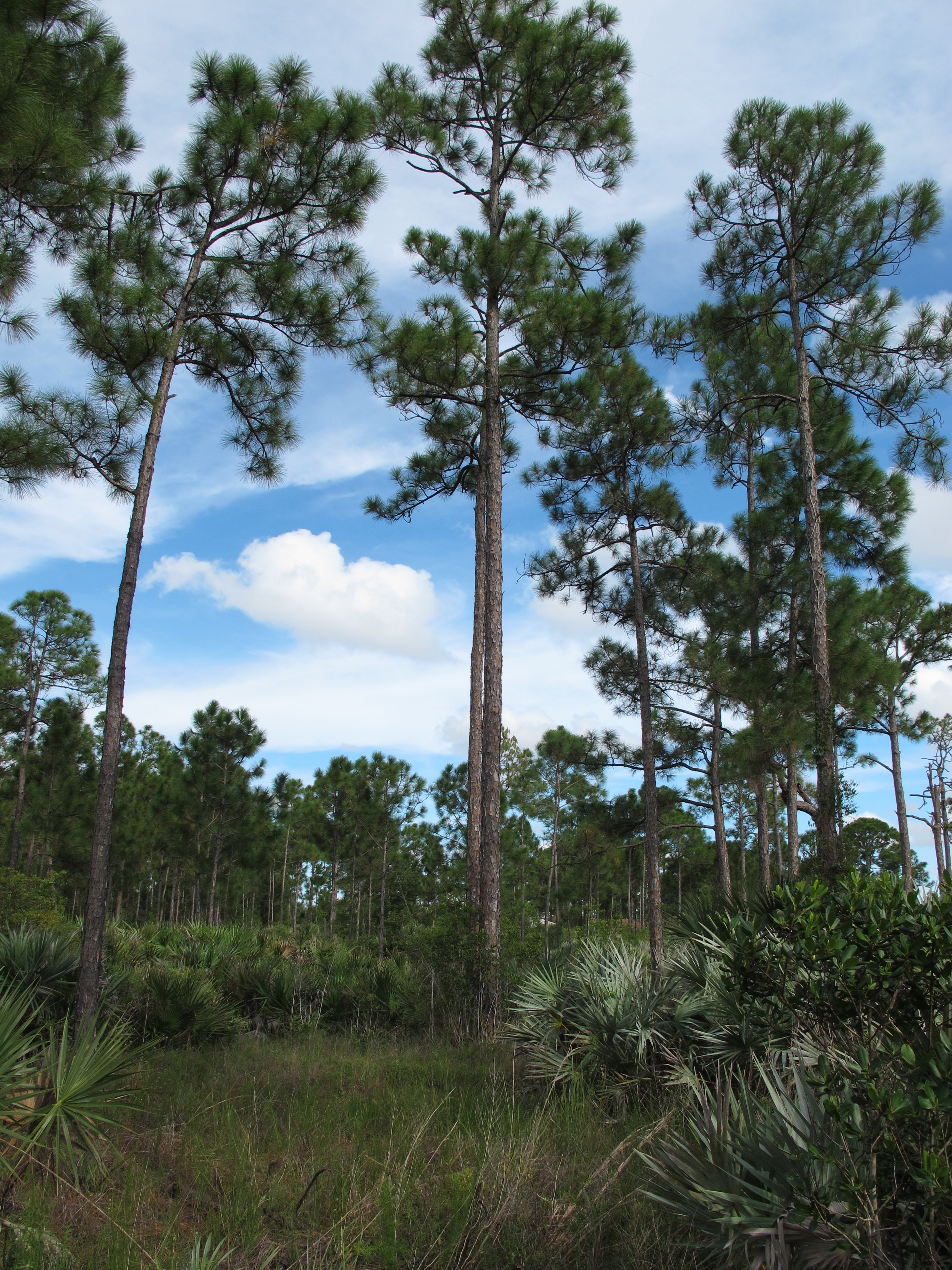
直立するスラッシュマツ
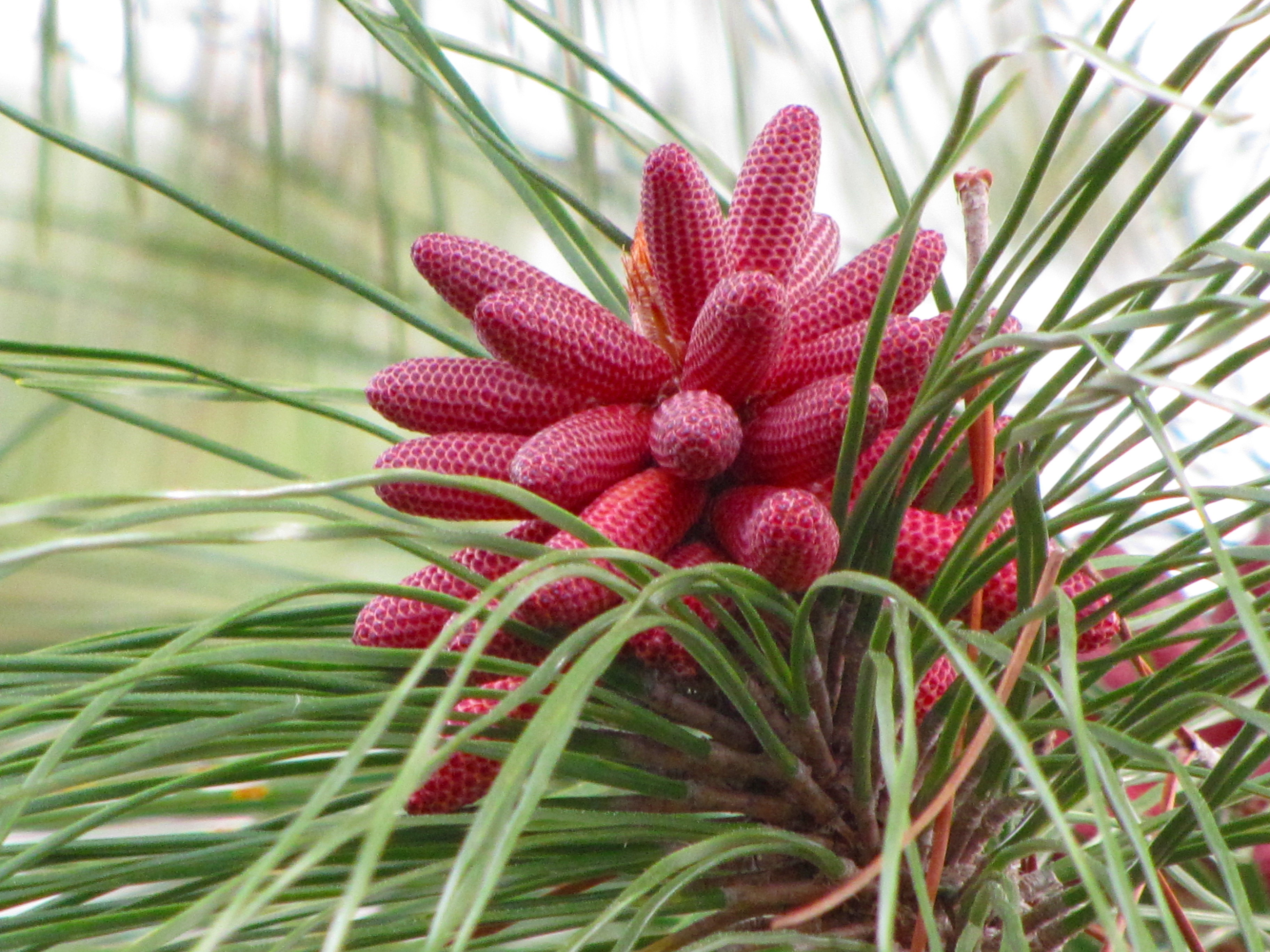
雄花
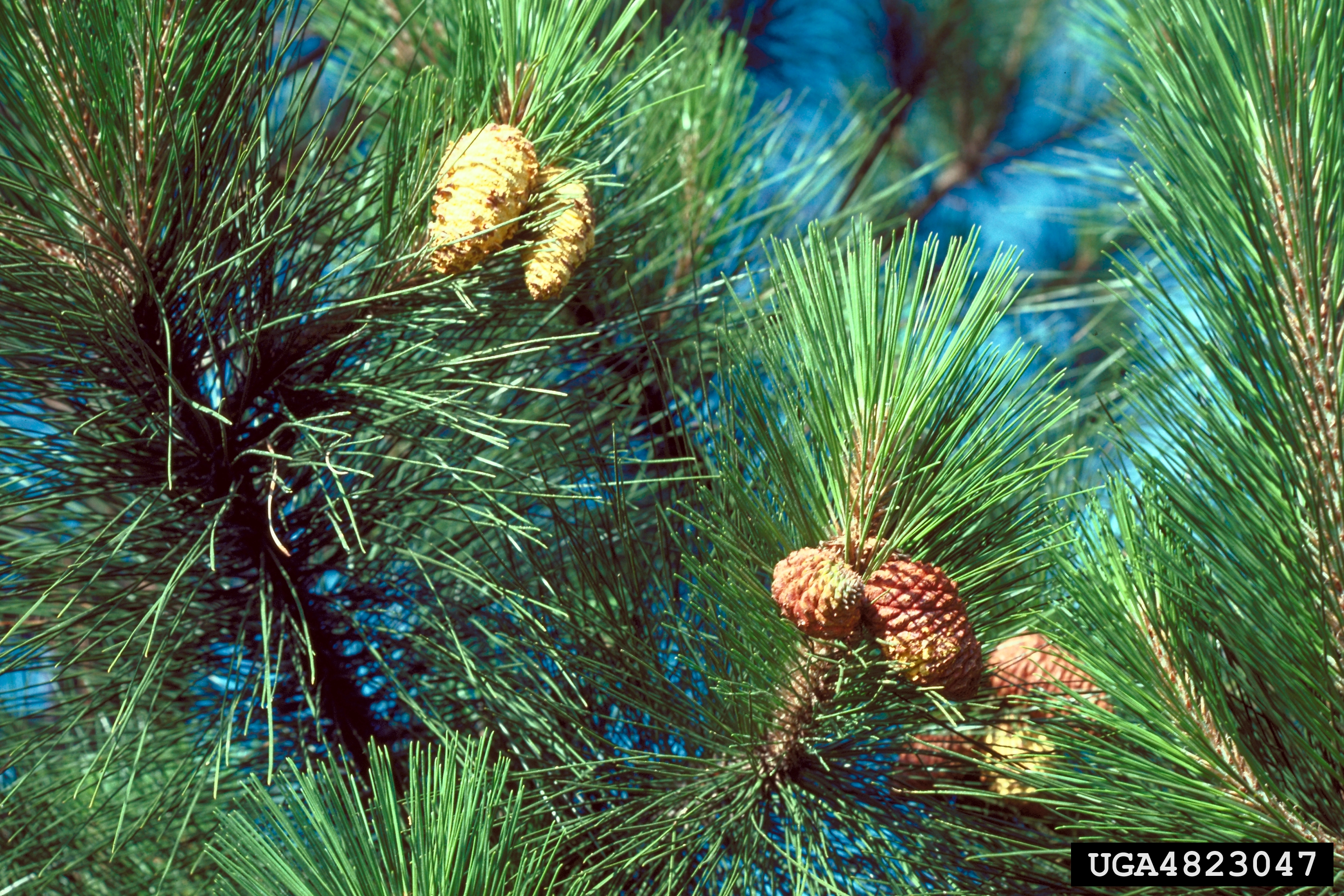
若い球果